# Roland Harold Dornbusch
Roland Harold Dornbusch (Jaraguá do Sul, 15 de setembro de 1929) é um político brasileiro.

## Vida
Filho de Oscar Gustavo Adolfo Dornbusch e de Aurélia Henschel Dornbusch. Casou com Máxima Zelinda Dornbusch com quem teve cinco filhos, Edson Antonio Dornbusch, Marilze Yeda Dornbusch Marquardt, Gerson Aurélio Dornbusch, Udelson Carlos Dornbusch, Roberson Dornbusch.

## Carreira
Foi deputado à Assembleia Legislativa de Santa Catarina na 8ª legislatura (1975 — 1979), eleito pelo Movimento Democrático Brasileiro (MDB), e na 10ª legislatura (1983 — 1987), eleito pelo Partido do Movimento Democrático Brasileiro (PMDB).
Foi prefeito municipal de Jaraguá do Sul, de 1961 a 1966.